# Terry Sawchuk
Terry Sawchuk (28. prosince 1929 – 31. května 1970) byl kanadský hokejový brankář ukrajinského původu. Dle statistik patří k nejlepším brankářům v historii NHL, jeho rekordy vydržely nepřekonané více než tři desetiletí. U příležitosti 100. výročí NHL byl v lednu 2017 vybrán jako jeden ze sta nejlepších hráčů historie ligy.

## Dětství
Byl synem Louise Sawchuka, ukrajinského emigranta, narodil se již v Kanadě. Jako dvanáctiletý utrpěl úraz pravého lokte, který před rodiči ze strachu před trestem skrýval a nebyl řádně ošetřen, což vedlo k tomu, že zlomenina špatně srostla a pravou končetinu měl kratší a omezeně v lokti pohyblivou. To jej později v jeho hráčské kariéře trochu omezovalo. Jeho starší bratr Mitch (1922–1939) byl hokejovým brankářem, v sedmnácti letech však zemřel na infarkt myokardu. Terry Sawchuk od něj zdědil brankářskou výstroj. Měl pro chytání velký talent, již jako 14letého chlapce si jej všiml místní skaut Detroit Red Wings a zařídil mu možnost hrát za juniorský tým v Galtu v Ontariu (Galt Red Wings).

## Hráčská kariéra

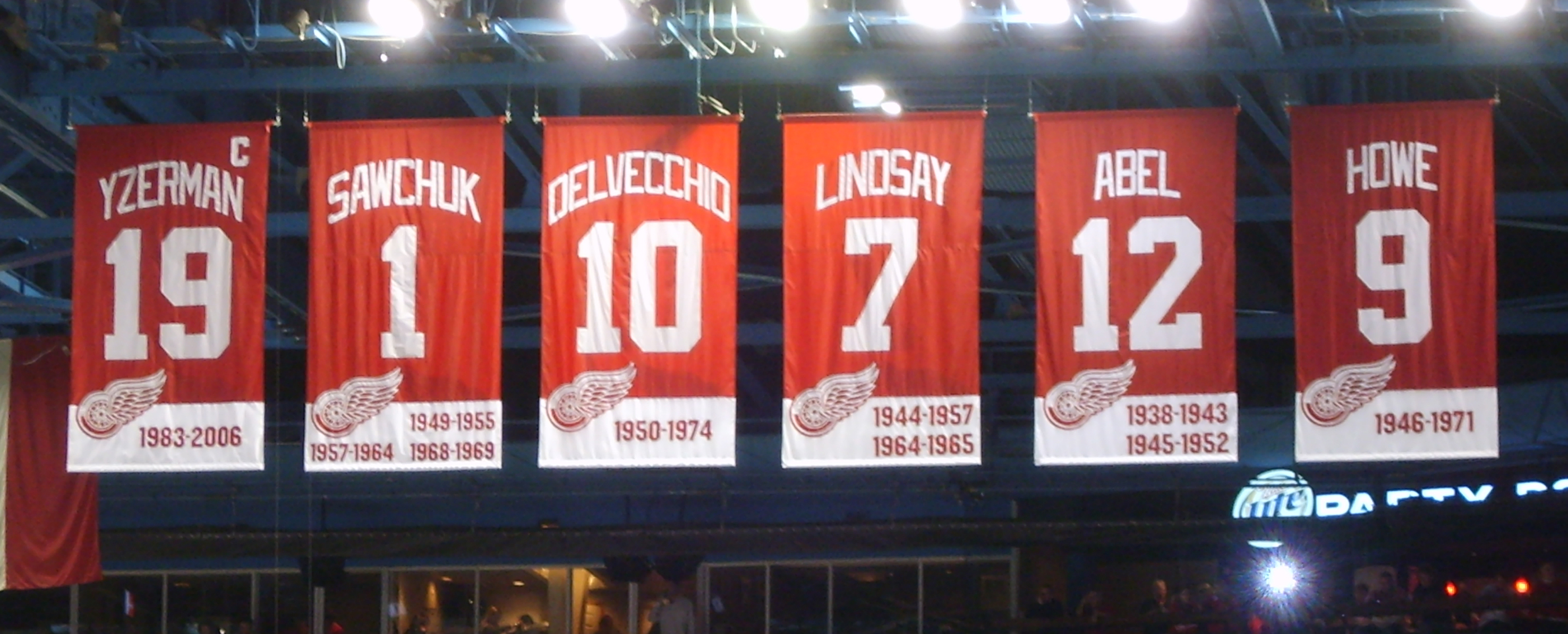
Vyřazená čísla dresů týmu Detroit Red Wings

V roce 1947 podepsal profesionální smlouvu s Detroitem. Začal hrát nejprve v U.S. Hockey League a American Hockey League, v obou ligách získal titul nováčka roku. Šanci chytat v NHL poprvé dostal v sezóně NHL 1949/1950, když zaskočil za zraněného gólmana Harryho Lumleye a nastoupil v sedmi zápasech. Ukázal takový talent, že Lumleye po sezóně Detroit vyměnil do Chicaga, i když klub dovedl k zisku Stanley Cupu, a ponechal si Sawchuka jako jedničku pro další sezónu. Sázka na něj se klubu vyplatila. V následující sezóně získal Calderovu trofej pro nejlepšího nováčka sezóny a byl nominován do All star týmu NHL. Ve svých prvních pěti sezónách dovedl Detroit třikrát k vítězství ve Stanley Cupu, sám také třikrát získal Vezinovu trofej pro nejlepšího brankáře. Za tuto dobu vychytal 56 utkání bez obdrženého gólu a v každé sezóně udržel průměr obdržených branek pod 2,0 na utkání. Přes všechny tyto úspěchy jej Detroit v roce 1955 vyměnil do Boston Bruins, protože za něj měl mladší náhradu – Glenna Halla. V Bostonu vinou častých zranění i depresí, kterými trpěl, jeho výkonnost poklesla. V roce 1957 oznámil ukončení kariéry, za což jej novináři označili za zbabělce. Po sezóně jej ale opět získal Detroit výměnou za Johnna Bucyka. Za Red Wings odchytal dalších sedm sezón, ovšem dřívější výkonnosti již nedosahoval. V roce 1964 byl uvolněn do Toronta, kde vytvořil dvojici s dalším veteránem Johnny Bowerem. Dvojice získala v sezóně 1964/1965 Vezinovu trofej (tehdy se udělovala brankáři nebo brankářům týmu, který obdržel v základní části NHL nejméně gólů) a o dva roky později dovedli Toronto až ke Stanley Cupu. Závěrečné tři sezóny strávil vždy v jiném klubu – Los Angeles Kings, opět Detroitu a New York Rangers, kde odehrál jen osm utkání. Naposledy stál v bráně 14. dubna 1970. Během své kariéry utrpěl řadu zranění. Do roku 1962 chytal bez masky, v obličeji měl kolem 400 stehů.

## Osobní život

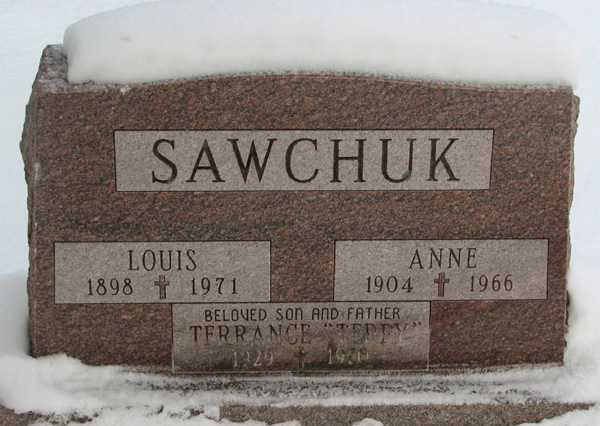
Náhrobní kámen rodiny Sawchuků na hřbitově Mt. Hope ve městě Pontiac v Michiganu

V roce 1953 se oženil s Patricií Annou Bowmanovou Moreyovou, měli spolu sedm dětí. Sawchuk trpěl depresí a propadl alkoholu. Nakonec se s manželkou v roce 1969 rozvedli. V roce 1970 po potyčce se spoluhráčem Ronem Stewartem utrpěl vnitřní zranění, podstoupil několik operací a nakonec zemřel v nemocnici na plicní embolii. Vyšetřování nakonec uzavřelo incident jako nešťastnou náhodu.

## Úspěchy a ocenění
Týmové
- zisk Stanley Cupu v letech 1952, 1954, 1955 a 1967
- zisk Calderova poháru v roce 1950

Individuální
- nováček roku v USHL 1948
- nováček roku v AHL (Dudley „Red“ Garrett Memorial Award) 1949
- Calderova trofej pro nováčka sezóny NHL – 1951
- člen prvního All star týmu NHL – 1951, 1952 a 1953
- člen druhého All star týmu NHL – 1954, 1955, 1959 a 1963
- držitel Vezinovy trofeje pro brankáře s nejmenším počtem inkasovaných gólů – 1952, 1953, 1955 a 1965
- držitel Lester Patrick Trophy za zásluhy o rozvoj ledního hokeje – 1971
- člen Hokejové síně slávy od roku 1971
- v roce 1994 bylo jeho číslo #1 v Detroit Red Wings vyřazeno
- je po něm pojmenovaná hala v rodném Winnipegu (The Terry Sawchuk Arena)
- v roce 1998 byl hokejovým týdeníkem The Hockey News vybrán do stovky nejlepších hráčů historie jako číslo 9
- v roce 2010 byl hokejovým týdeníkem The Hockey News vybrán do stovky nejlepších brankářů historie jako číslo 1

## Rekordy
- 103 utkání bez inkasovaného gólu – rekord NHL platný do roku 2009, kdy jej překonal Martin Brodeur
- 447 vítězných utkání – bývalý rekord NHL, překonán od té doby více brankáři

## Statistiky

### Základní části
| Sezona       | Tým                   | Liga         | Z   | V   | P   | R   | MIN    | OG    | ČK  | POG  | %ChS |
| ------------ | --------------------- | ------------ | --- | --- | --- | --- | ------ | ----- | --- | ---- | ---- |
| 1945–46      | Winnipeg Rangers      | MJHL         | 10  | 8   | 2   | 1   | 600    | 58    | 0   | 5.80 | —    |
| 1946–47      | Galt Red Wings        | OHA          | 30  | —   | —   | —   | 1800   | 94    | 4   | 3.13 | —    |
| 1947–48      | Windsor Spitfires     | IHL          | 3   | 3   | 0   | 0   | 180    | 5     | 0   | 1.67 | —    |
| 1947–48      | Omaha Knights         | USHL         | 54  | 30  | 18  | 5   | 3248   | 174   | 4   | 3.21 | —    |
| 1948–49      | Indianapolis Capitals | AHL          | 67  | 38  | 17  | 2   | 4020   | 205   | 2   | 3.06 | —    |
| 1949–50      | Indianapolis Capitals | AHL          | 61  | 31  | 20  | 10  | 3660   | 188   | 3   | 3.08 | —    |
| 1949–50      | Detroit Red Wings     | NHL          | 7   | 4   | 3   | 0   | 420    | 16    | 1   | 2.29 | —    |
| 1950–51      | Detroit Red Wings     | NHL          | 70  | 44  | 13  | 13  | 4200   | 138   | 11  | 1.97 | —    |
| 1951–52      | Detroit Red Wings     | NHL          | 70  | 44  | 14  | 12  | 4200   | 133   | 12  | 1.90 | —    |
| 1952–53      | Detroit Red Wings     | NHL          | 63  | 32  | 15  | 16  | 3780   | 119   | 9   | 1.89 | —    |
| 1953–54      | Detroit Red Wings     | NHL          | 67  | 35  | 19  | 13  | 4004   | 129   | 12  | 1.93 | —    |
| 1954–55      | Detroit Red Wings     | NHL          | 68  | 40  | 17  | 11  | 4040   | 132   | 12  | 1.96 | —    |
| 1955–56      | Boston Bruins         | NHL          | 68  | 22  | 33  | 13  | 4078   | 177   | 9   | 2.60 | .916 |
| 1956–57      | Boston Bruins         | NHL          | 34  | 18  | 10  | 6   | 2040   | 81    | 2   | 2.38 | .920 |
| 1957–58      | Detroit Red Wings     | NHL          | 70  | 29  | 29  | 12  | 4198   | 206   | 3   | 2.94 | .905 |
| 1958–59      | Detroit Red Wings     | NHL          | 67  | 23  | 36  | 8   | 4019   | 207   | 5   | 3.09 | .896 |
| 1959–60      | Detroit Red Wings     | NHL          | 58  | 24  | 20  | 14  | 3476   | 154   | 5   | 2.66 | .909 |
| 1960–61      | Detroit Red Wings     | NHL          | 37  | 11  | 17  | 8   | 2148   | 112   | 2   | 3.13 | .897 |
| 1961–62      | Detroit Red Wings     | NHL          | 43  | 14  | 21  | 8   | 2580   | 141   | 5   | 3.28 | .888 |
| 1962–63      | Detroit Red Wings     | NHL          | 48  | 21  | 16  | 7   | 2760   | 117   | 3   | 2.54 | .912 |
| 1963–64      | Detroit Red Wings     | NHL          | 53  | 25  | 20  | 7   | 3139   | 138   | 5   | 2.64 | .916 |
| 1964–65      | Toronto Maple Leafs   | NHL          | 36  | 16  | 13  | 7   | 2160   | 92    | 1   | 2.56 | .915 |
| 1965–66      | Toronto Maple Leafs   | NHL          | 27  | 10  | 11  | 3   | 1519   | 80    | 1   | 3.16 | .903 |
| 1966–67      | Toronto Maple Leafs   | NHL          | 28  | 16  | 6   | 3   | 1409   | 66    | 2   | 2.81 | .917 |
| 1967–68      | Los Angeles Kings     | NHL          | 36  | 10  | 17  | 5   | 1934   | 99    | 2   | 3.07 | .891 |
| 1968–69      | Detroit Red Wings     | NHL          | 13  | 4   | 5   | 3   | 640    | 28    | 0   | 2.63 | .912 |
| 1969–70      | New York Rangers      | NHL          | 8   | 3   | 1   | 2   | 412    | 20    | 1   | 2.91 | .893 |
| Celkem v NHL | Celkem v NHL          | Celkem v NHL | 971 | 445 | 336 | 171 | 57,156 | 2,385 | 103 | 2.50 | —    |

### Play-off
| Sezona       | Tým                   | Liga         | Z   | V  | P  | MIN   | OG  | ČK | POG  | %ChS |
| ------------ | --------------------- | ------------ | --- | -- | -- | ----- | --- | -- | ---- | ---- |
| 1945–46      | Winnipeg Rangers      | MJHL         | 2   | 0  | 2  | 120   | 12  | 0  | 6.00 | —    |
| 1946–47      | Galt Red Wings        | OHA          | 2   | 0  | 2  | 125   | 9   | 0  | 4.32 | —    |
| 1947–48      | Omaha Knights         | USHL         | 3   | 1  | 2  | 180   | 9   | 0  | 3.00 | —    |
| 1948–49      | Indianapolis Capitals | AHL          | 2   | 0  | 2  | 120   | 9   | 0  | 4.50 | —    |
| 1949–50      | Indianapolis Capitals | AHL          | 8   | 8  | 0  | 480   | 12  | 0  | 1.50 | —    |
| 1950–51      | Detroit Red Wings     | NHL          | 6   | 2  | 4  | 463   | 13  | 1  | 1.68 | —    |
| 1951–52      | Detroit Red Wings     | NHL          | 8   | 8  | 0  | 480   | 5   | 4  | 0.63 | —    |
| 1952–53      | Detroit Red Wings     | NHL          | 6   | 2  | 4  | 372   | 21  | 1  | 3.38 | —    |
| 1953–54      | Detroit Red Wings     | NHL          | 12  | 8  | 4  | 751   | 20  | 2  | 1.60 | —    |
| 1954–55      | Detroit Red Wings     | NHL          | 11  | 8  | 3  | 660   | 26  | 1  | 2.36 | .893 |
| 1957–58      | Detroit Red Wings     | NHL          | 4   | 0  | 4  | 252   | 19  | 0  | 4.53 | .855 |
| 1959–60      | Detroit Red Wings     | NHL          | 6   | 2  | 4  | 405   | 19  | 0  | 2.82 | .899 |
| 1960–61      | Detroit Red Wings     | NHL          | 8   | 5  | 3  | 465   | 18  | 1  | 2.32 | .921 |
| 1962–63      | Detroit Red Wings     | NHL          | 11  | 5  | 6  | 660   | 35  | 0  | 3.18 | .893 |
| 1963–64      | Detroit Red Wings     | NHL          | 13  | 6  | 5  | 677   | 31  | 1  | 2.75 | .912 |
| 1964–65      | Toronto Maple Leafs   | NHL          | 1   | 0  | 1  | 60    | 3   | 0  | 3.00 | .923 |
| 1965–66      | Toronto Maple Leafs   | NHL          | 2   | 0  | 2  | 120   | 6   | 0  | 3.00 | .917 |
| 1966–67      | Toronto Maple Leafs   | NHL          | 10  | 6  | 4  | 563   | 25  | 0  | 2.66 | .931 |
| 1967–68      | Los Angeles Kings     | NHL          | 5   | 2  | 3  | 280   | 18  | 1  | 3.86 | .871 |
| 1969–70      | New York Rangers      | NHL          | 3   | 0  | 1  | 80    | 6   | 0  | 4.51 | .872 |
| Celkem v NHL | Celkem v NHL          | Celkem v NHL | 106 | 54 | 47 | 6,288 | 265 | 12 | 2.53 | —    |